# Akçevre
Akçevre (kurdisch Taphaç) ist ein Dorf im Landkreis Diyadin der türkischen Provinz Ağrı mit 91 Einwohnern (Stand: Ende 2024). Der kurdische Name wurde beim Katasteramt verzeichnet. Akçevre befindet sich 27 km südwestlich der Kreisstadt und liegt auf 2290 m Höhe, ca. 14 km nördlich des Hüdavendigâr Dağı (3510 m). Akçevre hatte im Jahre 2000 insgesamt 267 Einwohner. Im Jahre 2009 betrug die Einwohnerzahl 129.